# Демис Русос
Артемиос Вентурис Русос (на гръцки: Αρτέμιος Βεντούρης Ρούσος), по-известен с артистичния си псевдоним Демис Русос (на английски: Demis Roussos), е международно известен гръцки певец.

## Биография
Демис Русос е роден на 15 юни 1946 г. в Александрия, Египет. Произхожда от гръцко семейство, което е живяло през 1920-те години в Египет. Прекарва детските си години в Александрия. Семейството му е разорено заради Суецката криза и се завръща в Гърция през 1958 г. Демис получава музикално образование в Атина. Научава се да свири на китара, но също на тромпет, контрабас и пиано. Пее в различни гръцки групи („The Idols“, „We Five“). През 1968 г. основава заедно с Евангелос Одисеас Папатанасиу – Вангелис групата „Aphrodite's Child“, чиято песен „Greek sound“ става много популярна във Франция, а после и в Германия. Като връх в съвместната дейност на Русос с Вангелис и до днес се възприема концертният албум „666“, съдържащ библейски откровения. В този период записва и немалко песни в стил прогресив рок.
През 1971 г. Русос записва първия си самостоятелен албум – „On the Greek Side of My Mind“ (озаглавен „Fire and ice“ във версияата си за Великобритания), който е сравнително некомерсиален, но е преиздаван два пъти: през 1989 г. в Швеция и 2016 г. в антологията „Demis Roussos complete 28 original albums + DVD“. Първата му песен като соло изпълнител е „We Shall Dance“ и оглавява много класации. Записаният през 1973 г. шлагер „Good bye my love, good bye“ обаче става хит и достига върха на класациите в Германия и допринася за международната му известност като солов певец. Песента и до днес е сред евъргрийните и има множество кавъри. Хитът му „Forever and ever“ достига през 1973 г. челни места в чартовете на много различни страни. Следват още два големи хита: „My Only Fascination“ (1974) и „Mourir aupres de mon amour“ (1977). През 1970-е песента му „From Souvenirs To Souvenirs“ става най-големият му хит в СССР, за което певецът разбира чак през 1987 г.
През годините следват множество солови албуми на английски език, издавани в сътрудничество с предимно гръцки и френски творци като Лукас Сидерас и други приятели от времето на групата „Aphrodite's Child“, наблягащи на гръцкото звучене на песните му.
Както при концертните си изяви, така и в музикалното си творчество, Русос често се връща в началните години на кариерата си към песни от времето на „Aphrodite's Child“ – „Spring, Summer Winter and Fall“, „Rain and Tears“, с която става много известен.
Паралелно с това Русос издава и песни на немски език, които го правят звезда на шлагерните хитове през 1970-те години. За това му помага и сътрудничеството с Лео Леандрос (баща и продуцент на Вики Леандрос).
Русос изпълнява песни на седем различни езика и това допринася за международната му известност.
През 1976 г. подновява сътрудничеството си с Вангелис, който написва и продуцира няколко от песните в албума „Magic“ (1977). Много от песните в албума също се изпълняват на други езици, освен немски и английски. Така например песента „Because“ има варианти на общо седем езика - испански („Morir a lado de mi amor“), френски („Mourir auprés de mon amour“), италиански ("Profeta non saro") , немски ("Auf uns wartet eine Welt"), португалски ("Você, você e nada mais") и гръцки ("Pote den ein arga").
През 1980-те години Вангелис продължава да продуцира, композира и аранжира песните в два нови албума на Демис. Русос изпълнява една от песните в саундтрака на филма „Блейд Рънър“, композиран от Вангелис.
През 1989 г. той записва песента „Young Love“ в дует с Драфи Дойчер. Песента се пласира много добре в хитпарада на телевизия „ZDF“.
Русос постига голям успех във Франция в края на 1980-те и началото на 1990-те години.
Късните му песни са смес от фолклор и електронна музика. През пролетта на 2002 г. Демис има успешно турне в Англия.
През 1995 г. е почетен гост на Международния фестивал на българската поп песен „Златният Орфей“ заедно с Темптейшънс и Пол Роджърс.
На 2 март 2006 г. има съвместен концерт с Лили Иванова в София, зала № 1 на НДК.
През 2008 г. Демис Русос празнува 40 години от сценичния си дебют.
През септември 2013 г. става кавалер на Ордена на почетния легион.
Умира от рак на 25 януари 2015 г. в Атина.
През 2015 г. „Universal Music“ посмъртно издава компилацията „Collected“, включваща три компактдиска с най-големите хитове и други песни на Русос, а на следващата година – и антологията „Demis Roussos complete 28 original albums + DVD“, съдържаща 28 студийни албума от дискографията на певеца от 1971 до 2009 г., записани на компактдискове, като към съответния албум има и бонус песни.

## Дискография

### Студийни албуми
- 1971 – On the Greek Side of My Mind (Fire and ice)
- 1973 – Forever and Ever
- 1974 – Auf Wiedersehn
- 1974 – My only Fascination
- 1975 – Souvenirs
- 1976 – Happy to be...
- 1976 – Die Nacht und der Wein
- 1976 - Kyrila, Insel Der Träume
- 1977 – The Demis Roussos Magic
- 1977 – Aintsi Soit-II
- 1978 – Demis Roussos
- 1979 – Universum
- 1980 – Live at the Sidney Opera House
- 1980 – Man of the world
- 1982 – Demis
- 1982 – Attitudes
- 1984 – Reflection
- 1985 – Senza Tempo
- 1986 – Greater Love
- 1987 – The Story of Demis Roussos
- 1987 – Come all ye Faithful, коледен албум
- 1988 – Le Grec
- 1988 – Time
- 1989 – Voice and Vision
- 1991 – Photo-Fixe
- 1991 – Chante Noel
- 1993 – Insight
- 1995 – In Holland
- 1995 – Immortel
- 1996 – Serenade
- 1997 – Mon IIe
- 2000 – Adagio
- 2000 – Auf meinen Wegen
- 2006 – Live in Brazil
- 2009 – Demis

### Компилации
- 1974 – Golden hits
- 1978 – Canta en Espanol (Demis Roussos en castellano)
- 1980 – Forever and Ever
- 1982 – The very best of Demis Roussos
- 1983 – Greatest hits (1971 – 1980)
- 1985 – His Greatest hits
- 1986 – Greatest hits
- 1991 – Greatest hits
- 1998 – Forever and Ever. 40 Greatest hits (2 CD)
- 1999 – Millennium Edition
- 2001 – The very best of Demis Roussos
- 2003 – The singles+ (2 CD)
- 2003 – Greaest hits (2 CD)
- 2004 – Demis Roussos
- 2004 – Hits Uit 40 Jaar Top 40 (DVD, CD)
- 2005 – The very best of Demis Roussos
- 2010 – Greaest hits (2 CD)
- 2010 – Simply Demis Roussos (2 CD)
- 2013 – The best of Demis Roussos: Forever & Ever
- 2013 – Greaest hits
- 2015 – The Phenomenon. The Greatest Hits
- 2015 – Ainsi Soit-il
- 2015 – Greatest hits
- 2015 – Universum/ Die Nacht und der Wein
- 2015 – Demis Roussos Collected (3 CD)
- 2015 – Live (2 CD)
- 2016 – Demis Roussos complete 28 original albums + DVD (28 CD)[5]

### Албуми с „Афродайтис Чайлд“
- 1968 – End of the World
- 1969 – It’s Five O’Clock
- 1972 – 666
- 2002 – Demis Roussos & Aphrodite's Child: Greatest Hits, компилация
- 2016 – Aphrodite's Child & Demis Roussos: 4 Albums Originaux (4 CD), компилация

### Издавано в България
- 1974 – Моят приятел вятърът/ Моята любов музиката
(SP, Балкантон – ВТК 3063)
- 1975 – Демис Русос
(SP, Балкантон – ВТК 3187)
- 1984 – Златният глас на Демис Русос
(LP, Балкантон – ВТА 11439)
- 1985 – Златният глас на Демис Русос
(MC, Балкантон – ВТМС 7137)

### Хитове
- Rain and Tears (1968) (Aphrodite's Child)
- End of the world (1968) (Aphrodite's Child)
- Marie Jolie (1968) (Aphrodite's Child)
- It's five o'clock (1969) (Aphrodite's Child)
- Spring, summer, winter & fall (1970) (Aphrodite's Child)
- No Way out (1971)
- We shall dance (1971)
- My reason (1972)
- Forever and ever (1973)
- My friend the wind (1973)
- Velvet Mornings (Trickey Trickey) (1973)
- Goodbye my love, goodbye (1973)
- My only Fascination (1974)
- Schönes Mädchen aus Arcadia (1974)
- From Souvenirs To Souvenirs (1975)
- Schön wie Mona Lisa (1975)
- Vagabund der Liebe (1975)
- When forever has gone (1976)
- Komm in den Garten der Tausend Melodien (1976)
- Mourir aupres de mon amour (1977)
- Loin des yeux, loin de coeur (1979)
- Kinder der ganzen Erde (1979)
- Lost in love (дует с Флорънс Уорнър) (1980)
- Race to the end ("Chariots of fire" theme) (1981)
- Follow me (1982)
- Island of love (1986)
- Quand je t'aime (1987)
- On ecrit sur les murs (1989)
- Young Love (дует с Драфи Дойчер, 1989)
- Dinata (1997)